# Дудченко, Татьяна Васильевна
Татьяна Васильевна Дудченко (р. 14 декабря 1958) — казахстанский тренер, заслуженный деятель спорта Республики Казахстан.

## Биография
Занималась лыжными гонками и биатлоном. Мастер спорта СССР.
После окончания в 1981 году УГПИ работает тренером. 
Ученики: Инна Можевитина, Ольга Дудченко, Ян Савицкий, Сергей Наумик, Александр Трифонов, Вадим Иванов.

## Семья
Муж — Михаил Дудченко, заслуженный тренер Республики Казахстан, старший тренер сборной Казахстана по биатлону.
Дочь — Ольга Полторанина, биатлонистка, мастер спорта Республики Казахстан международного класса.